# Liège
Liège (în neerlandeză Luik, germană Lüttich, valonă Lidje) este un oraș francofon din regiunea Valonia din Belgia, capitala provinciei cu același nume. Orașul este situat pe cursul fluviului Meuse și este cel mai important centru economic din Valonia.

## Istorie

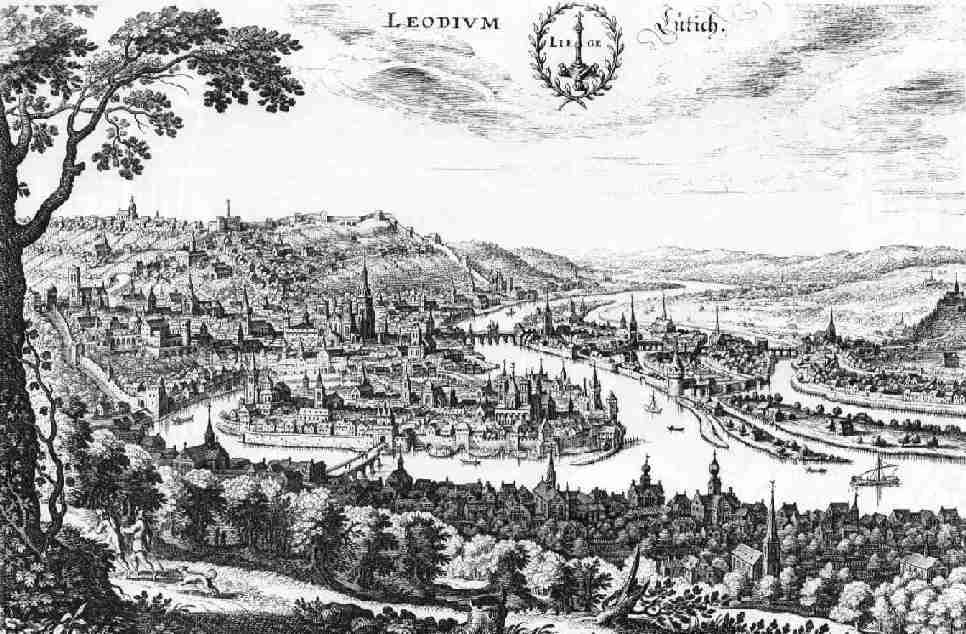
"Leodium, Liége, Lüttich", gravura de Matthaeus Merian, c. 1650

Timp de opt secole, Liège a fost capitala unui principat ecleziastic din cadrul Imperiului Romano-German. Datorită trecutului său istoric, orașul este bogat în vechi monumente laice și religioase, muzee, locuri de promenadă. Revoluția franceză va provoca dizolvarea principatului și anexarea de către Republica Franceză în 1795. Ulterior a fost atribuit Regatului Unit al Țărilor de Jos în anul 1815, prin Congresul de la Viena. Revoluția de la 1830 va avea ca rezultat independența noului stat belgian, ce include provincia și orașul Liège.

## Demografie

Aglomerația orașului Liège în cadrul provinciei omonime

Orașul Liège (indicat cu roșu în harta alăturată) ocupă teritoriul actual din 1977 când, în urma unei reorganizări administrative, în comuna Liège au fost contopite comunele adiacente Angleur, Bressoux, Chênée, Glain, Grivegnée, Jupille, Rocourt, Wandre precum și cartierul Sclessin din fosta comună Ougrée. Suprafața totală este de 69,39 km² iar la 1 ianuarie 2008 orașul avea o populație totală de 190.102 locuitori.
Aglomerația orașului (indicată cu portocaliu în harta alăturată) ocupă aproximativ 265 km² și are o populație de aproximativ 476.000 locuitori. Comunele Seraing, Saint-Nicolas, Ans, Herstal, Beyne-Heusay, Fléron, Chaudfontaine, Esneux și Flémalle fac parte din această aglomerație. Aglomerația orașului reprezintă cea de a treia aglomerație urbană din Belgia după Bruxelles și Anvers.

### Evoluția populației
- Sursă[2] : Institutul Național de Statistică Belgian
- 1977: Fuziunea cu comunele Angleur, Bressoux, Chênée, Glain, Grivegnée, Jupille-sur-Meuse, Rocourt, Wandre

## Clima
| Date climatice pentru Liège | Date climatice pentru Liège | Date climatice pentru Liège | Date climatice pentru Liège | Date climatice pentru Liège | Date climatice pentru Liège | Date climatice pentru Liège | Date climatice pentru Liège | Date climatice pentru Liège | Date climatice pentru Liège | Date climatice pentru Liège | Date climatice pentru Liège | Date climatice pentru Liège | Date climatice pentru Liège |
| Luna                        | Ian                         | Feb                         | Mar                         | Apr                         | Mai                         | Iun                         | Iul                         | Aug                         | Sep                         | Oct                         | Nov                         | Dec                         | Anual                       |
| --------------------------- | --------------------------- | --------------------------- | --------------------------- | --------------------------- | --------------------------- | --------------------------- | --------------------------- | --------------------------- | --------------------------- | --------------------------- | --------------------------- | --------------------------- | --------------------------- |
| Maxima medie °C (°F)        | 3 (38)                      | 6 (42)                      | 9 (48)                      | 14 (57)                     | 18 (64)                     | 21 (69)                     | 22 (71)                     | 22 (71)                     | 19 (66)                     | 13 (55)                     | 9 (48)                      | 5 (41)                      | 13,2 (55,8)                 |
| Minima medie °C (°F)        | −2 (29)                     | −1 (31)                     | 2 (35)                      | 5 (41)                      | 8 (47)                      | 12 (53)                     | 13 (56)                     | 13 (56)                     | 11 (51)                     | 7 (44)                      | 3 (38)                      | 1 (33)                      | 6 (42,8)                    |
| Precipitații mm (inches)    | 36 (1.4)                    | 41 (1.6)                    | 46 (1.8)                    | 36 (1.4)                    | 41 (1.6)                    | 66 (2.6)                    | 74 (2.9)                    | 64 (2.5)                    | 61 (2.4)                    | 64 (2.5)                    | 43 (1.7)                    | 58 (2.3)                    | 627 (24,7)                  |
| Sursă: Weatherbase          |                             |                             |                             |                             |                             |                             |                             |                             |                             |                             |                             |                             |                             |

## Economie
În trecut, Liège a fost unul dintre cele mai importante centre siderurgice din Europa. În 1817 John Cockerill a pus bazele unui complex industrial care la un moment dat a fost cel mai mare complex siderurgic din lume. Producția continuă și în ziua de astăzi, însă la un nivel mult mai scăzut față de perioada de glorie a industriei, complexul siderurgic fiind deținut de compania ArcelorMittal.

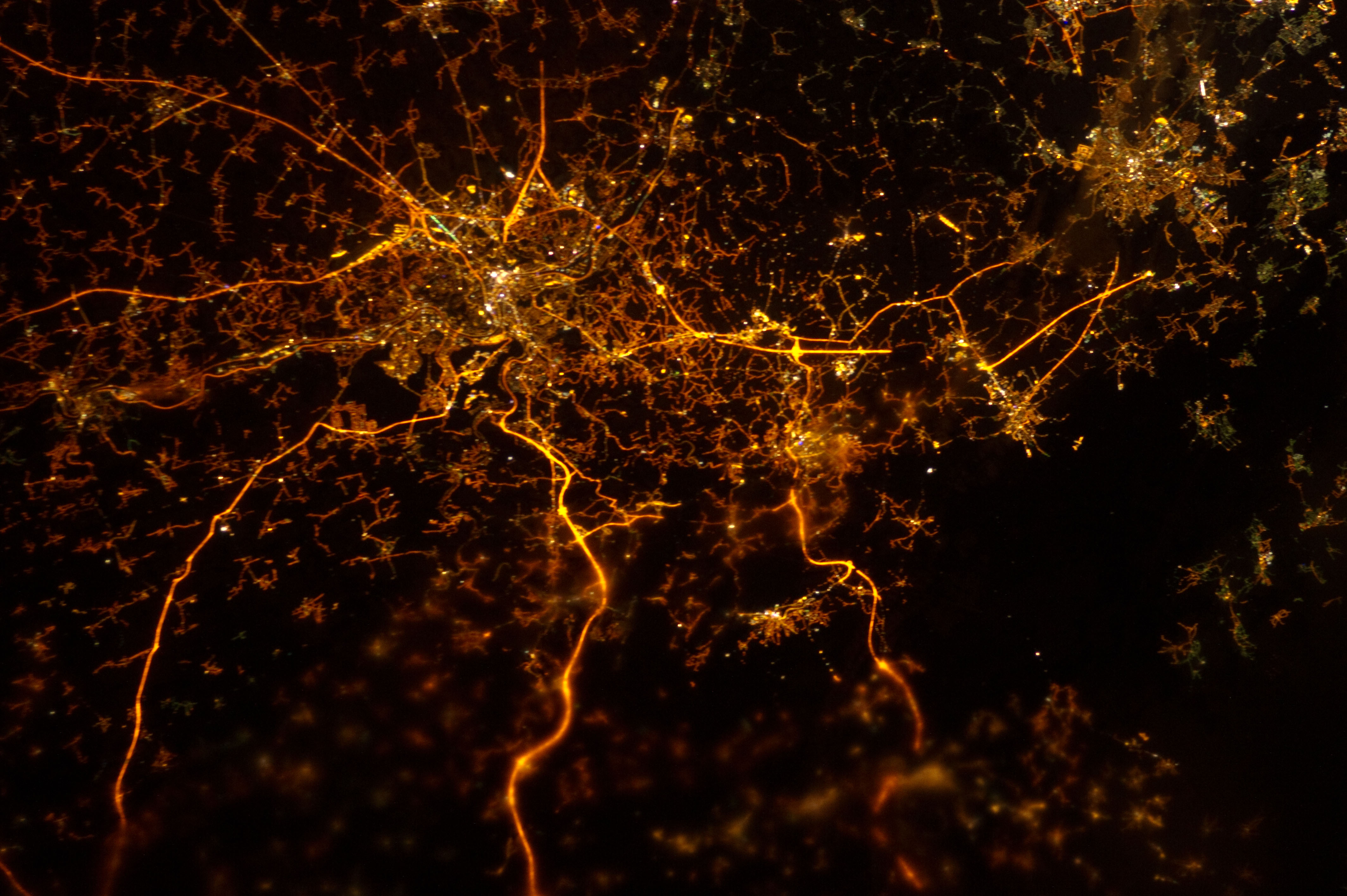
Liège noaptea, văzut de pe Stația Spațială Internațională în decembrie 2008

Încă din Evul Mediu, Liège a fost un important centru de producție de arme. Industria de armament este prezentă și actualmente în regiune, lângă Liège fiind situat sediul companiei FN Herstal, unul dintre marii producători mondiali de armament.
În urma decăderii industriei siderurgice din a doua jumătate a secolului XX, industria regiunii s-a diversificat, actualmente fiind prezente companii din industria de construcții de mașini, industria aero-spațială, biotehnologie, industria alimentară, Liège fiind un important centru de producție de bere și ciocolată. Un parc tehnologic situat lângă Universitatea din Liège găzduiește o serie de companii de cercetare și de dezvoltare de tehnologie de nivel înalt.

## Transport

Gara Liège-Guillemins în anul 2013, după proiectul arhitectului Santiago Calatrava

- Liège este un nod rutier important în Belgia, fiind situat la intersecția a 7 coridoare rutiere importante: E40 spre Bruxelles și Aachen, E42 spre Namur și Verviers, E25 spre Maastricht și Luxemburg, E313 spre Anvers. Este situat la mai puțin de 100 km de Bruxelles, 40 km de Aachen și 25 km de Maastricht.
- Liège este un nod feroviar important în Belgia, Gara Liège-Guillemins fiind deservită de trenuri de mare viteză care circulă spre Bruxelles (LMV 2) sau Germania (LMV 3).
- Portul autonom din Liège este al treilea cel mai important port fluvial european[4].
- Aeroportul Liège[5] este situat la 12 km de centrul orașului, este al optulea aeroport european de transport de mărfuri[6] și al treilea aeroport belgian ca trafic de pasageri, fiind deservit în general de curse de tip charter.

## Personalități născute aici
- Rupert de Deutz (c. 1075/1080 – c. 1129), teolog din Sfântul Imperiu Roman;
- Charlotte Stuart, Ducesă de Albany (1743 - 17890, fiica lui Charles Edward Stuart;
- César Franck (1822 - 1890), compozitor francez;
- Louis de la Vallée Poussin (1869 - 1938), indolog belgian;
- Jean Pâques (1901 - 1974), pianist belgian;
- Jean Rey (1902 - 1983), avocat, om politic belgian;
- Jean-Maurice Dehousse (1936 - 2023), om politic belgian;
- Axel Witsel (n. 1989), fotbalist belgian.

## Localități înfrățite

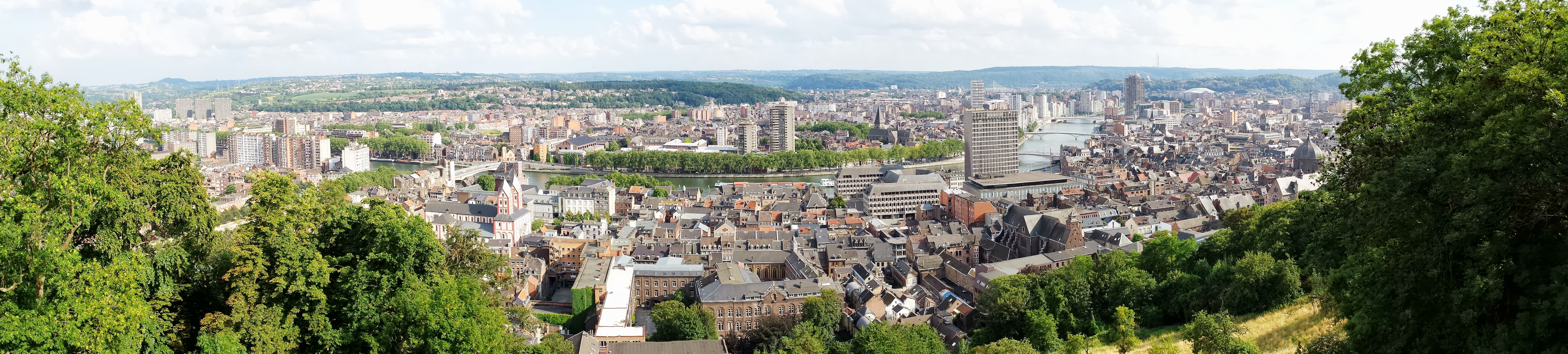
Panorama orașului Liège.

| - Franța, Nancy; - Țările de Jos, Maastricht; - Germania, Aachen; - Țările de Jos, Rotterdam; - Italia, Torino; - Germania, Köln; - Luxemburg, Esch-sur-Alzette; - Franța, Lille; | - Rusia, Volgograd; - Republica Democrată Congo, Lubumbashi; - Cehia, Plzeň; - Portugalia, Porto; - Polonia, Cracovia; - Senegal, Saint-Louis; - Maroc, Tanger; - Canada, Orașul Québec; |